# Severn River (vattendrag i Australien)
Severn River är ett vattendrag i Australien. Det ligger i delstaten New South Wales, i den sydöstra delen av landet, omkring 530 kilometer norr om delstatshuvudstaden Sydney.
I omgivningarna runt Severn River växer huvudsakligen savannskog. Trakten runt Severn River är nära nog obefolkad, med mindre än två invånare per kvadratkilometer. Genomsnittlig årsnederbörd är 883 millimeter. Den regnigaste månaden är januari, med i genomsnitt 140 mm nederbörd, och den torraste är augusti, med 35 mm nederbörd.